# Трафальгарський цвинтар
Трафальга́рський цвинтар (англ. Trafalgar Cemetery) — старий цвинтар в британській заморській території Гібралтарі.
Цвинтар Саутпорт-Дітч був відкритий і освячений в червні 1798 року, у 1805 році перейменований на честь Трафальгарської битви і використовувався для поховань до 1814 року. Незважаючи на свою назву, на ньому поховані лише два учасника бою, які померлі від ран — лейтенанти Вільям Форстер та Томас Норман. Більшість загиблих у битві були поховані в морі, а тіло адмірала Нельсона було доставлено до Лондона. Решта померлих від поранень поховані в інших місцях.
Більшість похованих на кладовищі — жертви трьох епідемій жовтої гарячки 1804, 1813 і 1814 років. Інші поховання належать загиблим в битві при Альхесірасі (1801), облоги Кадіса (1810) та Малаги (1812).
Відомі імена 68 похованих на Трафальгарському цвинтарі, хоча поховань більше.